# 妖怪學校的菜鳥老師！
《妖怪學校的菜鳥老師！》是日本漫畫家的作品，於《月刊GFantasy》連載。另有衍生作品（日语：妖怪学校の先生はじめました！）於《P Fantapy》連載。
2023年12月15日宣布改編動畫，於2024年10月至2025年3月播出。

## 故事内容
膽小怕事的愛哭鬼新人教師安倍晴明，雖然成為了憧憬的教師，但好日子馬上就到頭了！他所赴任的學校是一所妖怪學校！不中用的人類教師和妖怪學生們的奇妙學園生活。即將開始授課！

## 登场角色

### 主要角色
安倍 晴明（あべ はるあき，CD聲優：阿部敦/動畫聲優：逢坂良太、日葵わこ(幼年期)）
種族：人類
25歲。身高：188公分。生日：2月21日
座右銘：跑掉就是賺到
喜歡的類型：非常喜歡穿水手服的類型！
特徵是頭上有個呆毛，被剪、被拔也能迅速長回來。百鬼學園二年三班的班導師，是個軟弱溫柔的廢材新人語文教師，最怕的是在便利店聚集的國中生。
老家在大阪府阿倍野區，家裡經營神社，在進到學園前完全不知道自己擁有退魔能力，生來具有招致不幸的屬性，方向感極差。出生時烏雲消散、露出晴空，所以叫晴明。自稱出生喊的第一聲就是水手服（セーラー服）。
超級喜歡水手服(並不會穿)，甚至可拿來配飯吃，為了水手服什麼都可以做，不知上輩子和水手服發生什麼事。甚至有人要是說水手服壞話，便會變成怪物討伐，甚至因怒氣而改變氣候。極度討厭西裝式女生校服，討厭程度甚至能影響退魔之力的發揮。也擁有作為戰略家的特質，擅長根據妖怪的特性制定作戰計畫。
和神酒、秦中是同齡人。在中學時代的學校旅行時，因迷路而和神酒、秦中及同樣迷路的年幼佐野相遇，後幫助佐野取回豆太郎，而從佐野那裡得到了護身符並一直帶在身上。
有個雙胞胎哥哥─雨明，與祖先安倍晴明漢字同名（念音不同），被猜測是否為他的轉世。（在第49話時，由安倍晴明本尊的話中得以證實是轉生。）
在學園生活越久，行動也越來越跳脫人類範疇。體育祭搬道具時，佐野為保護晴明不被圓木砸傷而推開他，因而被壓傷。佐野受傷的摸樣讓晴明驚嚇到以驚人的舉止推開圓木，並把佐野救起，最後還因太過震驚而液態化。之後代替受傷的佐野參加接力，在學生們穿上水手服後為其加油後，以驚人之勢跳上1000層跳箱，再迅速飛奔至終點獲勝。
被迫當生物部顧問。曾受烏天狗的隊長挖角，但是被學園長阻止。
靠著水手服妄想爬上岩崖，令秦中覺得他根本不是人。
對付完狸塚爸爸後，被可愛的Beans奪走初吻，被預定為Beans未來的新郎候補，正被狸塚爸爸追殺，鑑定是否為合格女婿。
據雨明說一旦進入睡眠模式，不滿七小時是起不來的。意外是個在22點準時睡覺的好孩子。
暑假時將學校的曼德拉草及池主帶回老家照顧。
休業旅行期間，被白虎抽離魂魄並找回部分魂魄。其一魂魄與佐野、朱雀受白虎法術影響看到平安時代的晴明，而解開安倍晴明的死與朱雀和道滿成為妖怪的謎團。

### 二年三班
經過入道家事件後，全班都知道晴明擁有退魔之力，比較驚訝看到水手服就發瘋不是他的特殊能力。
佐野 命（さの みこと，CD聲優：石川界人/動畫聲優：鈴木崚汰）
種族：瘟神（神明）
17歲。身高175公分。生日：7月7日。
座右銘：別人的不幸比蜜甜
喜歡的類型：無可奉告
老家在島根縣。
回家部。表面上是瘟神的妖怪，但實際上是被高天原驅逐的神。因為在中學時期的問題行為而被驅逐，之後轉學至四國妖怪中學，最終進入百鬼學園。喜歡小動物，特別是狸，是豆狸的豆吉的好朋友。與晴明特別親近，經常一起行動，並會以格鬥技肆意攻擊他，甚至能鎮壓妖怪化的晴明，但心裡又非常在意晴明，並不是真正討厭他。沉默而冷酷，對晴明和其他男學生則展現出毒舌的一面(入道除外)。愛乾淨，但對昆蟲感到害怕。音樂課程常常逃課，並且有音痴的問題。性格勤勉，善待女孩子(紅子除外)，聰明且運動能力出色，是位帥哥，因此非常受女孩子的喜愛。然而他自己卻表示「對於戀愛之類的事不太了解」。作為神，因此對妖怪的常識和知識較為疏忽，經常被看到向妖怪朋友們詢問問題。頭髮染成金色，但本來是黑色。對於無法順利發動術法抱有強烈的自卑感。
小時候遇過神酒、秦中、晴明，但是忘了，還有著長得像豆狸的布娃娃（豆太郎）。
狸塚 豆吉（まいづか まめきち，CD聲優：村瀨步/動畫聲優：谷江玲音）
種族：豆狸（一般狸妖會用葉子變身，而豆狸會用●丸袋套頭變身，而豆吉是用塑膠袋變身）
16歲。身高135公分。生日：11月8日。
座右銘：欸！靠背椅的名稱，不就是靠背椅嗎？
喜歡的類型：認為萬物之中狸是最美的人
老家在愛媛縣松山市。
暱稱是豆。雖然是搗蛋鬼，但是親近晴明。生物部成員（只有他）。成績差到負分，並在考卷上簽上龍飛鳳舞的簽名。夢想成為日本第一萌寵。
和佐野從中學時代開始就是好朋友，住在同一個宿舍。因為太喜歡佐野而常常變成過度保護的父母，但基本上是個很關心朋友的人。和柳田的關係不好。也非常喜歡晴明以及他的獨特教學，稱呼他為「晴明(せいめい)君」。因為喜歡自己，自尊心強且容易嫉妒，時常對他人發牢騷，但溝通能力極高，朋友眾多。善於利用動物妖怪特有的敏感度，能非常擅長推測他人的情感。雖然學業不佳，但反應很快。
有個像黑道般的大家庭（四國狸連合砰啪哢砰組），下還有三十多隻弟妹，但沒有同齡的。
暑假與秋雨一同行動，為自由研究抓蟲子，但都抓到蓮淨的爸媽。
在《妖怪学校の生徒はじめました！》中為主角。
泥田 耕太郎（ひじた こうたろう，CD聲優：中村悠一/動畫聲優：坂泰斗）
種族：泥田坊（操縱泥巴的田間妖怪，會一邊說著「把田地還給我」，一邊用泥巴丟人）
17歲。身高180公分。生日：9月28日。
座右銘：偶像從不大便
喜歡的類型：清純系的黑長直。
老家在岩手縣。
人型的手指為三隻、兩隻為泥做，平常雙手會帶著手套，脫掉手套後能操控泥土，能讓泥土出現的範圍僅限於視野內。沒有的右眼總是被黑色眼罩遮住，除了洗澡的時候外一般不會取下。紅子和他住得近是青梅竹馬的好友。以前是被欺負的對象，經常哭泣，常常受到性格強勢的紅子的庇護。性格開朗，有著哥哥的氣質，但對女性不受歡迎，卻很受男性喜愛。
晴明到的第一天缺席到夏威夷參加姊姊的婚禮，是個姊控，覺得姊姊更適合更好的男人，所以很想弄死自己的姊夫。對人類（佐野所言的「『人類』這個詞本身就是地雷」）懷有厭惡感。起初對晴明態度很惡劣，甚至看不起他，但看到能成功讓長期宅在房間的座敷去上學後，開始改過自新，與他良好相處。入道和他同宿。
兩個泥田坊一起開墾田地的話，有一天田裡就會生出一個，以這種形式誕生。
座敷 紅子（ざしき べにこ，CD聲優：日笠陽子/動畫聲優：鬼頭明里）
種族：座敷童子（住在家中搞些惡作劇，穿著紅色衣服時即為凶兆）
17歲。身高168公分。生日：9月28日。
喜歡的類型：就RPG来說，是適合用斧頭的人。
老家在岩手縣。
在一年級時，因為跟泥田借到的遊戲而成為了地道的玩家，開始在宿舍裡閉門不出，但因被晴明說服而開始上學（不過常常遲到）。在網路上非常厲害，擅長資訊操控和程式設計。家中經營民宿，父親是三個人類，是某天於家中地板冒出來出生的，感激把妖怪的自己拉拔長大的三位父親。他性格粗糙且愛惡作劇，但擁有不受周圍影響的強大意志。
根本沒去考試，所以沒成績。個性很爺們，去了澡堂之後也想偷窺男生。
入道 連助（にゅうどう れんすけ，CD聲優：增田俊樹/動畫聲優：高野洸）
種族：一目小僧
17歲，身高175公分。生日：10月2日
綽號「連連」。染橘黃髮、一隻眼、沒有鼻子的人型妖怪，視力130.0，比一年級時掉了0.5。入學時是黑髮。對恐怖事物苦手，去看感人電影的話屬於會忍住哭的類型。
班上學業成績突出，名列年級第一，本作常識役擔當。家境富裕，從未做過家務，對此感到困難。雖然性格溫和且善良，但一旦惹怒他的話就很難應付，是班級的領導者。單親家庭，父親擔任妖怪省大臣，自母親過世後兩人鮮少見面，親子關係並不好。人類的母親在生下連助時奪去了生命力，導致身體出現狀況而過世。而他因為被自己所喜歡的少女以妖怪的身份所拒絕，對自己作為一目小僧的身世感到厭惡，常常說著「我想變成一個人類」。和玉緒是摯友，和泥田同住一室，關係融洽。
經過玉緒神通力爆走從現代回到明治時期，遇到個性無情的倉橋。回到現代後，與神酒兩人交換訊息並堤防倉橋與惠比壽。
貉 八雲（むじな やくも，CD聲優：濱野大輝/動畫聲優：光富崇雄）
種族：野篦坊
16歲。身高178公分。生日：6月4日。
平常的樣子跟人類沒什麼兩樣，妖怪型態是無臉的樣子。
本來是直髮，在初登場的第一天，晴明被牽連並激發了退魔的力量，結果原本直順的頭髮變成了爆炸頭而定型。對他來說，這個爆炸頭還挺合心意的（在動畫中從一開始就是爆炸頭）。他雖裝作不良，但實際出身良好，家庭也非常幸福，有個妹妹–依洛莉。
秋雨 玉緒（あきさめ たまお，CD聲優：松岡禎丞/動畫聲優：榊原優希）
種族：貓又（尾巴分成兩根的貓妖怪，有的說法認為貓又能使用神通力）
16歲。身高165公分。生日：2月22日。
雖然能使用強大的神通力，但不擅長控制。不擅長妖力的控制，即使是人的姿態，本來應該收起來的耳朵和尾巴也會跑出來。和入道是親友，會用綽號互相稱呼。以晴明的補習課程為契機，開始熱衷於國語的學習，將來想成為語文老師。
家中有多個兄弟，為排行第十一的三胞胎的長子。
歌川 國子（うたがわ くにこ，動畫聲優：綾坂晴名）
種族：餓者髑髏
16歲。身高155公分。生日：4月14日。
品行優良的女學生，喜歡入道。與入道一起擔任班級委員。
由於是死者怨氣集結而成的妖怪，沒有父母依靠，因此被高橋醫生收養。
因為不想被同學知道自己的監護人是高橋醫生，因此曾在三方面談時拒絕高橋醫生以監護人身分參與。
生前是名為「瑠璃」人類。入道蓮華和同樣住院的少女。當時並不知道連助是一目小僧，兩人變得親近。由於連助是一目小僧的身份曝光，逃離現場時不慎從樓梯摔下，導致早逝。
小田原（おだわら）
種族：提燈小僧
超過300歲。
老家在宮城縣。
頭是寫著火字的燈籠，脖子以下是正常人身。頭部有換過燈泡的樣子。妖怪解密研究社成員。
日本最早的提燈小僧，本是1700年前，江戶時代的一個用現代叫員警（同心）的所使用的提燈，但是那時罪人的魂魄不小心鑽進去，就這麼誕生。
柳田（やなぎだ，動畫聲優：杉田智和）
種族：一反木棉
出生年月日不明。身高3～5公尺（拉扯時會伸縮）。
一塊布的妖怪，化學社成員（只有他），常常做一些可怕擾人的藥。
能在0.1秒內跑完50米，飛得非常快。在嚴肅篇中，充分發揮了這種瞬間速度。性格飄逸。與狸塚關係不佳。喜好化學，經常製作各種藥物，並經常引發麻煩。與桃山有著糟糕的緣分，經常一起行動。柳田既是姓氏也是名字。暑假期間為了賺錢而幹出租車，全國無論到哪一律五百圓。
從正月的福袋中出生，也許是通過雙親注入妖力才變妖怪。
大田 彌五郎（おおた やごろう）
種族：大太法師（巨人妖怪，常被說是由山川和河流構成的）
16歲。身高160公分(真身130公尺)。生日：10月4日。
棒球社。頭髮顏色染為金色。秋邊的男朋友，真正身高差129.85m的情侶，創下了金氏世界紀錄。
倉橋 優太（くらはし ゆうた，動畫聲優：白石兼斗）
種族：件(一半是人類一半是牛的妖怪，能預言未來。)此為假情報，且不受退魔之力影響。
身高175公分。生日：12月4日。
預言的時候會擺出可怕嚇人的表情。籃球部。金髮搭配角框眼鏡，外表看似普通，但摘下眼鏡後則是美男子。雖然看起來聰明，但成績並不好。運動神經卓越，天然。與藤平同住一個宿舍。姓氏是假名，名字是真名。
實際上是由惠比壽派遣的間諜。在明治時期，是黑髮並擔任惠比壽的隨扈，有一定的劍術，持有五芒星護手的刀。曾試探入道，被惠比壽注意神酒及入道。
在藤平被抓去稻荷馬戲團後，隻身前往救援，利用符咒召喚的刀傷害馬戲團人類，目睹馬戲團團長墮落成妖。（本人自稱不是妖怪，在回憶中也有目睹他人成妖的景象。）
藤平 大和（うびょう やまと，動畫聲優：彼方環）
種族：蟒蛇
16歲。身高178公分。生日8月3日。
真身是巨大的蛇，能夠吐酒。籃球社。戴著髮箍。和倉橋是宿舍同房。
在晴明與道滿不在島上的時候，與鹿島被抓到馬戲團，以吐出酒的蟒蛇為賣點。
前田 康富（まえだ やすとみ，動畫聲優：森永彩斗）
種族：人魚
16歳。身高200公分。生日：2月7日。
顛覆人魚常識的青年美人魚。
寵物為鯊魚「波奇」，差點吞掉晴明。
尾形 光、林（おがた こう、りん，動畫聲優：篠原彰宏）
種族：風神、雷神（操縱風和雷的妖怪，原本是神明，但在江戶時代散播災害與疾病，被神國高天原中趕出去，從此變成妖怪）
身高167公分。生日：7月25日。
光(雷神)擁有褐色肌膚和銀髮，林(風神)則是白皙肌膚和黑髮，兩人的眼睛都被劉海遮住。他們的性格看起來完全相同，但也存在細微的差異。彼此將對方視為弟弟。當被問到誰是哥哥時，他們會主張自己是哥哥並開始爭吵，因此這個問題被禁止。明治時期還是神明且留著長髮。
桃山 菜摘（ももやま なつみ，動畫聲優：藤代侑李）
種族：二口女（ふたくちおんな）（腦後也有嘴巴的妖怪，據說頭髮也可以像手一樣活動）
17歲。身高163公分。生日：4月9日。
在後腦勺長有另一張嘴，能隨心所欲地操縱雙馬尾般的頭髮。後腦勺的嘴巴品味極差，經常口出惡言，所以常用口球堵住，讓它無法說話。腦後的嘴稱晴明「三味線草」。
本人的嘴巴也能說話，但非常寡言，取而代之的是用豐富的表情來傳達意思。對佐野懷有戀慕之情，但追求並不太成功。因為反應良好，經常成為柳田的實驗品，然後爆炸。
小泉（こいずみ，動畫聲優：島袋美由利）
種族：轆轤首
16歲。
前髮盤起的辣妹風少女。她有著純真可愛的一面。被假扮晴明的雨明抱去保健室，而有點心動。不知道雨明存在，所以是對晴明心動，很希望是假的。
雛菊（Daisy）（ひなぎく）
種族：唐傘小僧
經常以辣妹風格打扮，經常與麻理鈴一起行動。
麻理鈴（Marilyn）（まりりん）
種族：麻桶毛
經常以辣妹風格打扮，經常與雛菊一起行動。
秋邊（あきべ）
種族：蕗草小人
16歲。身高15公分。手上會拿著小荷葉。
大田的女朋友，暑假與大田去旅行。
蓮淨 由里（れんじょう ゆり，動畫聲優：森奈奈子）
種族：絡新婦
16歲。身高165公分。生日：1月3日。
擁有四雙手臂的女孩，能翻譯媽媽（大蜘蛛）說的話。總是使用有禮貌的千金小姐用語說話。有著一頭烏黑長髮的美麗女子。自尊心很高且有潔癖。
和歌川關係很好。對歌川過度保護，有不希望將歌川交給入道的描述。單方面地討厭入道。似乎在班上有喜歡的人。
富士 冬也（ふじ とうや，動畫聲優：日向朔公）
種族：雪女
16歲。身高178公分。生日：12月22日。
能吐出足以將人凍結的冰雪，在夏天可以代替空調。
有個讀初中每天對著偶像念佛經的妹妹。
戲劇社的幫手。在熱的地方或運動時會融化成液體，但如果冷卻就會恢復原狀。喜歡女裝，但不是喜歡男人也不是人妖。初中時女生們要練習化妝而借用臉，之後被說很配就這麼沉迷了。日常生活中經常穿著水手服並化妝。美貌完美無瑕，並且能夠發出女性聲音。性格相當陽剛，男裝時看起來有些懶散的俊美。雖然似乎很受女生喜愛，但本人聲稱「不會談戀愛」。和小古曾是宿舍同房。
小古曾 探（おごそ さぐる，動畫聲優：観世智顕）
種族：天邪鬼（專門做與人類的期望相反的事情，讓人類困惑的妖怪，另外據說他的謊言能製造幻覺。不過愚人節那天就會很誠實喔）
16歲。身高172公分。生日：6月10日。
平時會戴著帽子、寫著鬼字白布隱藏真面目。實際上是超人氣偶像團體CHIMI魍魎'z的成員SAGURU。中學時，姊姊擅自寄照片到藝能事務所，以繃緊表情的坦然而合格。在媒體上總是裝作冷酷的角色，但原本是個膽小又懦弱的性格，為了不破壞SAGURU的形象，所以隱藏真面目過著日常生活。
目前只有富士跟晴明知道他的真面目。還有自己設計出以晴明為模特的Unhappy Cat玩偶的偶像周邊，一臉跟晴明一樣的無奈表情。和富士是宿舍同房。
五月 姬（さつき ひめ）
種族：瀧夜叉姬（可以用妖術操縱骨骸或是死人的妖怪）
頭上綁有骷髏面具的女孩。

### 其他學生
鹿島 遼太（かしま りょうた）
種族：金平鹿(能操縱海洋和降伏海洋生物)
二班的學生，頭上有鹿角的男同學。一年級時很怕泥田而跟入道換寢室。與泥田和座敷是同鄉，對座敷懷有戀情。個性不擅表達。和泥田的關係不好。
小林
種族：三眼族
於《妖怪学校の生徒はじめました！》出場的五班的學生。
中二病一枚，明明就是三眼族還看著魔導書（自繪）自言自語說第三隻眼開啟的日子就要到了，魔法陣也畫得很爛。
食垢
是吃污垢的妖怪。(只有一張舌頭很長的臉)
因跑到女生浴室(無人)去吃污垢被秦中罵哭。自家母親前去抗議，並說動物妖怪不都低能兒嗎，差點讓秦中本性顯露。
人面犬
人面狗身的妖怪。據說跑得比車還快。
因在神酒的課堂上被說動物妖怪之類的話，使母親前去抗議。
貓妖
和玉緒那種貓又不同，可以幻化人形。
以前老鼠老師的學生看到他就會肚子餓，而無法集中精神上課。

### 老師
所有老師都知道晴明有退魔力量而不敢靠近，只有少數會接近。
學園長（がくえんちょう，CD聲優：津田健次郎/動畫聲優：福山潤）
種族：人類→滑頭鬼
約1070歳。身高185公分。誕生日不明。
百鬼學園學園長。來無影去無蹤的神秘人，能使用神通力穿越牆壁，並且能用妖術把門連接到另一個空間。總是帶著翁的能面面具。從平安時代就存在，認識鴉天狗隊長烏丸蘭丸。休假日也有享受柏青哥和賽馬等賭博的一面。
在晴明等人去京都修學旅行時，面具下有了被蘭丸稱「晴明的詛咒」的異變而與蘭丸前往京都。
於87話得知為大陰陽師蘆屋道滿，面具下的右眼部位有著燒傷般的傷痕。千年前與安倍晴明是對手，擅長詛咒。入獄後，要求朱雀讓他成為妖怪，去實現晴明生前未完成的遺願，並不是為了晴明而是要贏過什麼都能實現的他。在轉為妖怪後，親眼目睹朱雀的下場，被朱雀警告「不要觸碰到神的逆鱗，小心遭到報應」。最生氣不借助晴明的力量就無法驅鬼、不犧牲朱雀就無法成為妖怪、不是神放過一馬而無法好好存活的自己，揚言遲早他們都會注目於他。
告知會讓轉世的晴明進入百鬼學園，就是想讓晴明看看他努力到現在的成果。千年前總是眉頭深鎖，說話粗魯，從未展露笑容，但現在總是使用敬語，多以笑容待人。學園當中還有著惠比壽沒見到過的妖怪，被後者認為與晴明的存在有關。
神酒 凜太郎（みき りんたろう，CD聲優：遊佐浩二/動畫聲優：堀江瞬）
種族：酒吞童子
25歲。身高171公分。生日：3月3日。
百鬼學園二年二班的導師。教授妖怪學，籃球部顧問兼任生活指導。只要喝酒就會有力量，但是酒品極糟。跟秦中高中就認識，有京都腔。少數不怕晴明的老師之一，也是晴明教職員宿舍的鄰居，常常一起行動。有裸睡的習慣。
上面有五個姐姐，所以不善長應付女人，比他小的就還好。老家在京都花街，狸塚爸爸是常客之一。暑假時化名凜接待狸塚爸爸，對方也沒察覺。曾經在給學生家庭訪問時，回過神時突然發現自己在中國深山，被熊貓包圍。
在第一天遇到晴明時就想過讓他退治母親大妖怪酒吞童子，因店裡的客人被吸取些精力，連自己的妖力也被侵食，導致只能靠酒來提升妖力，本身卻蕩然無存了。
間接聽到惠比壽與間諜的對話與目的，之後與入道兩人交換訊息並堤防倉橋與惠比壽。
秦中 飯綱（はたなか いづな，CD聲優：小野友樹 / 動畫聲優：岩崎諒太）
種族：鐮鼬
26歲。身高183公分。生日：5月5日。
百鬼學園二年一班的導師。教授化學兼任生活指導。
與神酒是同期，也是高中時代以來的親友。少數不怕晴明的老師之一。高中時是染金髮的混混。荊棘編織的紅色長圍巾是他的招牌。平時假裝正經，但其實是個前不良，品行不端。學力低落，經常被人嘲笑，但擅長與妖怪相關的學問，因此教授化學。由於擅長察覺他人的感情，總是在暗中支持周圍的人，是個能貼近學生內心的好老師。是學園長的左右手。
很怕打針。與神酒的姐姐荊棘結婚，是三個孩子的父親。家中是經營摩托車改裝店，所以一直以來都只會聚集不良少年，兄弟姐妹們（至少有二十個）也長得很不良的樣子，是排行第八的四胞胎。
曾經在給學生家庭訪問時，不知何時座進前往宇宙的飛船。
老鼠老師（ねずみせんせい，動畫聲優：中村光樹）
種族：鐵鼠（巨量老鼠的大老闆妖怪，就算是體型小也是大老闆）
百鬼學園二年四班的導師。開始很怕晴明，後來就自然去對待。
上次體育祭被處罰帶到貓咪咖啡店，薪水是起司。
曾經給學生家庭訪問時，去了一個閃亮又美麗的地方（天國）。
在神酒與秦中還是學生時擔任導師。百鬼學園的前身寺子屋時代，當時已經是教師的存在。
塗壁
平時是以三眼有耳朵的非人型示人。
惠比壽 夷三郎（えびす いさぶろう）
種族：福神
身高170公分。
百鬼學園二年三組的副班導師。佐野命的哥哥，兩兄弟長得很像，只是哥哥有留辮子。
作為加深神明和妖怪交流活動的一環，以一個月限定的身分赴任的臨時教師。但這只是藉口，實際上是為了秘密調查百鬼學園而來，以及查明將左野帶進百鬼學園的人。在自己赴任之前，就已經先一步派遣優太作為間諜潛入。雖然沒有自覺，但有嚴重的戀弟情結。晴明不小心掉落了年幼佐野給出的護身符時立刻認出了晴明，不過沒說出來。
很討厭妖怪，但不會在人前表現出來。以前是個與晴明一樣的老好人。
在教學方式比晴明高明得多，一度讓晴明自閉起來。
佐藤 阿波山
種族：夜行
外觀如人馬，體育老師兼二年六班的班導師。
酒井
種族：影女(沐浴月光的女性姿態的影子妖怪)
黑皮膚、單眼的科學任教老師。曾擔任新聞社顧問，因聽信當時唯一且被退學的新聞社學生，為報復而發行假新聞。之後有好好的道歉，更有學生加入新聞社。

### 學園相關
靈龜
在中國神話中出現的身負大山的靈獸。
表面是兩座島在海下相連的一座島，是百鬼學園島的本體。平時神體沉睡於鏡子中。原本是蘭丸與另一位神欠人情而給的島嶼，條件為每三年為神舉辦一次祭典，事實上是每三年會醒一次，所以需要供上神饌。玄武能與其溝通。
本來在祭典上醒過來，當要再次封印，被晴明說服並解決糧食問題，而被生物部飼養。
樹精
憑依於相當於勤物員室的一棵大樹。他們管理學校的雜物以及清掃工作。
如果對樹木不禮貌，他們就會利用樹木殺人。秦中因此曾有一年被樹精一逮到機會就刺殺，其實現在還沒原諒他。
管理人
種族：裂口女
學園職工宿舍管理人。
主廚
種族：骷髏
食堂主廚。差一點把鎌鼬寶寶太一煮來吃。
食堂阿姨
種族：赤舌（被黑暗覆蓋，無人知道真正模樣的妖怪）
如果對餐點說了壞話或是沒把飯吃完，就會被拽進簾子後面成為下一餐的食材。導致食堂沒幾人會來吃飯。
池主（めし）
種族：人面魚（じんめんぎょ）
巨大人面魚，原本居住學園廢棄的游泳池，而後到豆吉的生物部生活。
曼德拉草（聲：森永千才、篠原侑）
學校生物部有種養約300隻，其中三隻比較黏晴明而有名字：乘子、康夫、棉花糖，雖然外表根本看不出來有何差別。被叫茄科植物會很開心（媽媽稱茄子）；但被叫茄科以外的植物形容就會擁上去殺人（雨明稱蕪菁）。
會按當天心情而開花、按當天心情變出雄蕊或雌蕊、按當天心情借風吹來授粉、按當天心情結出種子，隨便找個地方就長出來了。
乘子
最近總是裝出一副晴明女朋友的嘴臉？
康夫
雖然是偶像系，但是從曼德拉的角度來看，是一拳就能打倒的豆芽菜！
棉花糖
雖然身體看起來有點像棉花糖，但他可是個帥哥曼德拉草喔。喜歡的食物是鮭魚飯糰，討厭的食物是軟綿綿的棉花糖。還有駕照（照片是麻呂眉的人）及車子（曼德拉size）。
和神酒老師自稱為「帥哥組合」，和神酒關係不錯，稱他為凜太郎。
在火車事件中，頭部能變出霸王花。可以發出茄子和剛吃拉麵的香氣。
高橋明（たかはし あきら，動畫聲優：蒼井翔太）
種族：百目鬼（擁有無數眼睛的妖怪。據說百目鬼本身的誕生，是很久以前的小偷身上突然出現無數眼睛而來的，彷彿在監視著自己的惡行），種族名有個鬼字，所以力氣也很大。
約150歲。身高180公分。生日：4月10日。出身於明治時代後期。
偶爾會到學校的醫生(之後是百鬼學園的保健醫生)，是已經畢業100年左右的畢業生，人型是個帥哥。總是把白袍穿得要掉不掉。與山崎及荊棘同屆。蘭丸為其老師，並不知道他曾是神，在知道後非常興奮的抓捕到他。
雖然是專門研究妖怪的醫生，不過對人類生態也有興趣，曾想解剖安倍兄弟，時常被探索之心沖昏頭。然而，當感到興趣時，隱藏著會不分任何情況地襲擊的瘋狂，為了滿足好奇心。他每70年才會真正生氣一次。對他人有著淡薄的興趣，無論好壞。
經營多家醫院，所以很有錢，收養了很多沒有依靠的妖怪，包括歌川國子和百貨公司失火事件的座敷童子，收養的目的是希望孩子長大後能滿足他的求知慾。
家庭是富裕的貿易商，自述父母很普通，有一個弟弟，因為從小喜歡拿弟弟做實驗，因此被弟弟討厭，但他認為自己和弟弟關係很好。從弟弟那邊知道了很多關於入道小時候的事情。
戰鬥時武器是各種藥劑、針管和手術刀，在火車事件時為避免沉睡而向自己施打興奮劑維持清醒。戰鬥能力很高，能隻身闖入入道家。
被稱為「最強的變態」。被說如果不從醫的話，現在就是罪大惡極的極惡殺人魔。
山姥
用美麗面容迎接走進山林的人類，然後將其捕食的妖怪。是失去魂魄的人類遺體變成的妖怪。
畢業生，高橋醫生的護士們，人型是美女們。
山崎 誠（やまざき まこと，動畫聲優：前野智昭）
種族：二重身（能變得和對方一樣的妖怪，據說遇到和自己一樣的二重身就會引起不幸）
約150歲。
百鬼學園島的警察官。是高橋明的幼年玩伴。學校校友之一。平時像僵屍一樣裹著繃帶（從警察制服露出的頭部和手等）。如果不變成他人的樣子，就無法進食或排泄。經常會變成高橋明的樣子（本人已同意）。由於上述的二重身的身分，度過了被迫害的幼年期。大約五歲時，被街上的人吊起來的時候，被幼小的高橋明所救。成年之前，名義上作為高橋家的侍從生活在那裡。對高橋明心存感激。性格通情達理，認真且負責感強。假日常常和高橋明經營的養護機構的孩子們玩耍，薪水領到後會買禮物給孩子們。經常對行為可疑的晴明進行盤查和拘留，但其他時候總是友好的。
扮成柳田，但還是被識破，差點就被燒掉。而後又變成入道的樣子與晴明等人行動，最後被玉緒識破。

### 老師的家人

#### 安倍家
安倍 晴明
平安時代陰陽師安倍家祖先，靈魂與外觀轉世於同名的晴明，不萌十二單。
名聲傳至神國，被惠比壽稱說穿就是能指示神明做事。是個能力、好勝心即強的陰陽師，與蘆屋道滿的戰績為99勝0敗，被後者說是麻煩又陰險的人。能通曉、掌握一切，提到的事都能實現、能辦到的事都能辦到、能贏就是能贏、讓神成為式神，唯一沒有實現的是向神與人以外的孩子們傳授知識。
但是在與道滿對峙酒吞童子後的半個月，疑似被道滿殺害。
很多事的結果都讓蘭丸覺得都在晴明的掌握之中。
安倍 雨明（あべ あまあき，動畫聲優：梶原岳人、小針彩希(幼年期)）
種族：人類
25歲。身高187公分。生日是2月20日。
晴明的雙胞胎哥哥。出生時一直下著的雨停了，所以叫做雨明。很保護晴明，學生時期因为過度保護而令晴明沒有朋友，是個弟控。不喜歡妖怪，也不擅長應付妖怪，但是人型的還可以接受。
曾假扮晴明以偵查其有沒有盡到老師的責任。
預定繼承位於大阪的神社，與父親一起擔任神主。並不擁有像弟弟那樣強大的退魔之力，神社也是一座沒有神靈的普通神社。雖然是雙胞胎，但性格與晴明不同，性格強勢且不畏懼，但是哭起來的模樣和晴明一樣。似乎擁有相對較多的朋友且頗受異性歡迎。稱呼晴明為晴（はる），而晴明則稱呼他為雨（あめ）。
在入道家事件中被柳田抓走，並偽裝成晴明騙過入道家的所有人。
安倍媽媽（動畫聲優：能登麻美子）
種族：人類
頭上有兩根呆毛的天然媽媽，東京腔。最喜歡電視播的「地獄獸之日」。
在晴明住院時對著隔壁床打招呼，但明明沒有人，爸爸說是她有靈覺，而這也遺傳給了晴明。
格言『即使是亂來，也要在保證誰都不會受傷的情況下亂來』，被晴明沿用並以自己的風格簡化為『用和平的方式』。
安倍爸爸（動畫聲優：鈴村健一）
種族：人類
頭上有兩根呆毛的可憐爸爸，關西腔。在晴明招待學生來時，暫時偽裝成妖精。

#### 秦中家
秦中 荊棘（はたなか いばら，動畫聲優：田中有紀）
種族：茨木童子（越憤怒就越強的妖怪）
約150歲。原百鬼學園的教師。
舊姓神酒，是凜太郎的五姊，飯綱的妻子。她真心愛著丈夫秦中，是位關心弟弟的好姐姐。在自由奔放的神酒家女性中，唯有她是常識人，以及論腕力的話，是神酒家第一。
與高橋及山崎為同屆的校友之一。 在學園祭中，看到母親吻（攝取妖力）飯綱而彈了母親的額頭，力量大到把她彈飛，並失去自我的攻擊其他人，直到飯綱抱住她才回過神。
秦中 咲鬼
種族：茨木童子
6歲，喜歡的類型是年收入一千萬元以上的男人。
秦中家的長女，跟母親一樣同為鬼，力氣很大。
秦中 加前
種族：鐮鼬
秦中家的長男，姊姊稱其為一號。
秦中 太一
種族：鐮鼬
秦中家的次男，還不會變成人型的鐮鼬寶寶，姊姊稱其為二號。
秦中 未來
種族：茨木童子或是酒吞童子
秦中家的三男。新生兒。在尚未出生時被診斷可能因隔代遺傳關係是酒吞童子。
秦中妹妹
種族：鐮鼬
秦中的妹妹，於姊妹作《妖怪學校の生徒はじめました！》登場。

#### 神酒家
神酒家為同母異父的血親，凜太郎上有五個姐姐。
神酒 虎子
種族：
凜太郎的大姊。
酒吞童子
凜太郎的母親。為江戶時期傳說中的大妖怪，被祖先安倍晴明封印而無法離開到其他地方，所以會吃掉一些店裡客人的精力，就連凜太郎的妖力也侵食。曾把小時候的晴明吃掉，但本人沒發現，並再次把長大後的晴明吃進肚子裹。現因晴明的退魔之力而成了小小鬼。

### 學生的家人

#### 柳田一家
祖先消滅了姆大陸。
父親：一反尼龍
以前摧毀過一座島。
母親：一反羊毛
沒損害什麼。
哥哥：一反紙
以前破壞過整個學校。是個機械宅。是在父親列印卡紙時才發現是妖怪，也許是通過雙親接觸注入妖力才變妖怪。和秦中及神酒是同期學生。
弟弟：一反紙箱
學園祭時出場的妖怪寶寶，因為材質像紙箱所以叫一反紙箱。對坦克和槍械有興趣。

#### 大田家
大田妹妹
種族：大太法師
巨型嬰兒，把做家庭訪問的晴明、來玩的佐野和豆吉吃下肚，他們又是怎麼出來的就不得而知了。

#### 秋雨家
秋雨 丸緒、球緒
種族：貓又
與玉緒為排行第十一的三胞胎的美型弟弟。
出場會冒出玫瑰的背景。

#### 泥田家
泥田姊姊
種族：泥田坊
於夏威夷完婚。於課堂參觀時出場，發現自家弟弟沒有做作業便一拳揮了過去。
泥田姊夫
種族：人類
曾被小舅子討厭。繼承泥田老家的農田。

#### 座敷家
松尾、虎竹、生梅
種族：人類
紅子的父親們，都對妖怪不清楚。過去找不到工作就提議開民宿，某天房子的地板鼓起的就這麼生出紅子。
作為"妖怪常出沒的民宿"在人類間傳開話題。

#### 狸塚家
狸塚爸爸
溺愛孩子的爸爸，會為了鑑定豆吉的班導師是否有力量及男子氣概而耍大刀。
神酒家的常客，在那看上一個姑娘（其實就是扮成女裝化名“凜”的凜太郎），但被老婆發現而挨揍。
狸塚媽媽
冷酷的美人，但是生氣起來很可怕，曾把老公修理一頓到住院。
狸塚 豆子、豆男、豆太、豆代、豆助
狸塚家第七女、第十一子、第十四子、第二十八女、第三十二子(自稱「老朽」，結尾「是也」)。
狸塚 Beans（まいづか ビーンズ）
狸塚家么女，雖然只有3歲，但是是兄弟姐妹中性格最嚴苛的，也是繼承人候補。
把晴明（はるあき，也念せいめい）念成明晴（めーせー）。在晴明面對豆爸爸的暴走時，偷偷告訴他爸爸的秘密，並在晴明道謝後，突然奪走晴明的初吻，宣稱要晴明成為她未來的新郎候補。
狸原
狸塚家的執事，基本上是照顧Beans的，所以常在她身邊。

#### 入道家
集中了與眼睛有關的妖怪。
入道 一（にゅうどう はじめ）
種族：一目小僧
連助的父親，現任妖怪省大臣，妖怪界最有權利的男人。
入道 蓮華（にゅうどう れんか）
種族：人類
連助的母親，已逝世。在學園的地下室中的彼岸節遇見晴明，聽了連助說明了關於學校的事。最後給了晴明一個小袋子，要是遇到瑠璃的女孩就交給她。
高橋暗（たかはし くらい，動畫聲優：福澤侑）
種族：百目鬼
高橋醫生的弟弟，在入道家工作，也是百鬼學園畢業生。銀髮並戴著有色眼鏡。在秋分之事得知是個冷面色狼，看到夜總會想一探究竟。
很討厭被人說「和哥哥很像」，在入到家事件中被山崎說了一句後就生氣了。為了遮掩與兄長相似的容貌而一直戴著口罩和有色鏡片，初登場時被問及時說「對嘴角有些自卑而已」，其實是指嘴角與兄長一樣的痣。
目目連
附在建築物裡面，能夠發現入侵者的妖怪。
梅杜莎
只要與她對上眼就會被石化的希臘妖神話中的妖怪。即使不直接看到，與映射的她四目相對也能奏效。
身為入道家女僕，對於輕易被抓的其他傭人也能一同石化。但是被泥田抓住而一同石化。
小尋
種族：目競（めくらべ）。由無數骷髏頭組成的妖怪，通過扮鬼臉讓人發笑。
自連助出生就負責照顧他，是個變態女僕。
塗佛（ぬりぼとけ）
藏身在佛龕等隱密處，突然襲擊人的妖怪。
三眼且雙眼縫合，只剩第三隻眼的妖怪女僕。
抓住歌川並威脅高橋醫生，但是被醫生的行徑嚇到暈過去。
見越入道夫婦（みこしにゅうどう）
巨大的獨眼妖怪，只要對上視線就會變大。
一本踏鞴
別名「雪入道」，平時出沒於雪山，一種會留下巨大腳印的獨眼腳怪。

### 鴉天狗團
曾剪掉大量動物毛的集團，被玉緒、豆吉說團名超爛
烏丸 蘭丸（からすま らんまる）
種族：朱雀→鴉天狗（被稱為山神的妖怪，可以使用神通力的妖術，使物體變化或者讓人看到幻覺）
約2000歲。認識祖先的晴明，也想挖角晴明。認識學園長，稱他小阿。
喜歡女人，手癖不好，經常偷別人的東西。以前曾是神明，曾生活在神之國高天原。無法進出京都及出雲神社。
陰陽師晴明生前請託他，道滿就拜託他了。把道滿轉變為妖怪後，被神剝奪了神明的身份轉變為妖怪。被關在某個地方幾百年後，在遊郭與道滿不期而遇。能夠讓人變成妖怪。曾在百鬼學園擔任導師，也是高橋醫生的老師，所以對醫生的性格瞭若如掌。雖然性格樂觀，但在看到穿著神官服的晴明時，露出滿是憎惡的表情。
烏丸 梵丸（からすま ぼんまる）
種族：人類→鴉天狗
副隊長。原本是人類的大叔，只是被隊長變成妖怪，據說是不想保持貧窮而死。但是到現在也沒有比較好，依舊貧窮。本名武藏坊弁慶。
烏丸 天丸（からすま てんまる）
種族：人類→鴉天狗
團裡擔任書記（其實根本不需要這職位）
早早就潛入學校，平時是圖書委員，但是不常出席。學園長警告再做就退學，也被隊長交代誘勸晴明加入鴉天狗團。
活了八百年以上，跟源賴朝見過面。本名源義經，在朱雀墮入妖道被封印的200年後，被他解救並傳授學識。
晚上在小酒館、白天在書店打工的2次元宅青年。佐野的同事。
與梵丸是戶籍上的兄弟，實際是外人。原本是人類，據說是不想保持童真而死，才找隊長變成妖怪獲得長生。

### 其他妖怪
黃油烤魚齋藤
種族：人面魚→人類
教育評論家。
原本是豆吉生物部的人面魚，但是被柳田的藥劑淋到而變成人類的樣子。
佐佐木
種族：人面魚(じんめんぎょ)
豆吉生物部的人面魚，主要研究學習進化的路線。
朱盤
遇見這傢伙是會被奪走靈魂的。
曾被封印在安倍家，不小心釋放而吸出安倍爸爸的靈魂，差點就吃到，後被小時候的晴明消滅（無意識）。
海坊主
居住海裡的妖怪，會把船弄沉。
河童
居住在河流和沼澤的妖怪，超愛惡作劇，喜歡吃黃瓜。
人面岩
有個臉面的岩石或石頭。
鳳
妖怪電視局的女記者，是被稱為蝴蝶化身的妖怪「鳳」。
對AD（導演助理）很兇。
半牛人
新人AD。
齒黑女
無臉孔，只有一張黑齒、穿著白無垢的妖怪。
在恐怖夏令營中扮演嚇人角色，被富士凍結。
撒沙婆婆
從高處向下撒沙子的妖怪。
畢業生，被柳田發明的抗衰老藥變成撒沙姊姊。
朧車
牛車的妖怪。
另外還有車頭是小面的救護車型態的朧車，會用嘴喊警笛聲。以及車頭是小面的巴士型態朧車。
黏黏怪
在人身後無聲無息地跟著，具跟蹤狂特質的妖怪。
怪手
主要是會在廁所摸人的妖怪，因為在這個時代這麼做會被逮捕，所以好像在考慮著可以這麼做的時間與場合。
船幽靈
用勺子往船裡添水，讓船沉沒的妖怪。
隙間女
會把小孩子抓進空間裡的壞妖怪。
抓住還是五歲的雨明時，被晴明發現並無意消滅。
半身靈
沒有下半身，能靠雙手以驚人速度移動的妖怪。
火車
經常在葬禮或墓地場出現，是專門搶奪遺體的妖怪。
然而因為現崇尚火葬，所以很難取得屍體。為了得到遺骸，騙取活人與妖怪，業障太深使得本來的面貌發生變化。
經過晴明的淨化後得以面貌還原成佛。
反枕（まくらがえし）
在人或妖睡覺時翻轉他們的枕頭將其困在夢境中，然後吸取靈魂或妖力的妖怪。長得像雪人、抱著枕頭的妖怪。
把晴明困在夢境中三天，被晴明的驅魔之力彈飛而解除並送警。
羅剎 可畏（らせつ かい）
種族：羅剎鬼。（會吃人的超可怕鬼，也被認為是地獄之鬼。）
明治時期的荊棘的未婚夫。羅剎家長子，是僅次於神酒家的名門望族。過去與人類有商業往來，暗地裡販售妖怪本身。不過本人有些抗拒家族事業，而父親是個嚴父。
秦中的外貌是喜歡的類型。現代則是作為動物醫生活躍，戀人是討厭打針的動物型妖怪。稱高橋醫生為老師。父親則是在弟弟的孩子出生後成為孫子奴，憎恨高橋醫生，雖然高橋醫生有給予永久免費問診券，但是表明不會去。
降雨小僧
曾為神明做事，人如其名是能降雨的妖怪。
百鬼學園島上的巴士司機，一臉死魚眼的表情。曾作為司機載掌管天氣的神明，但是個性畏畏縮縮而被開除。
人偶神
由墓地泥土組成的人偶妖怪，會一直實現持有者的願望，但是代價是持有者死亡時產生如地獄般的痛苦。
被紅子拿出來義賣的市松人偶，被貉的妹妹買走並取名『朱莉安娜』。最後被晴明退魔消除。因為人偶神是無法自己行動，事後被學園長懷疑有人放進座敷家。
狐狸
能讓神和人都墮落成妖怪的妖怪。
稻荷馬戲團的幕後主使者。趁著晴明、道滿與蘭丸不在島上的時候，將藤平、鹿島等學園學生以及其他妖怪抓捕到馬戲團，為了讓馬戲團的人類背上業障並墮落成妖。

### 神明

#### 四神
為大陰陽師安倍晴明在整頓京都妖怪時，在整座京都四方設置一個神獸來維持結界。
白虎
守護京都西方。真身是白虎，是司掌雷的神獸，可以自由操控雷電。人形是有著麻呂眉、長髮用髮夾紮起來，乍看之下是個女性，但實際上是個男性。和尾形光一樣是雷屬性使用者，但是力量無比強大。四位神中，對安倍晴明的崇拜尤為強烈。他憎恨現代晴明，因為現代晴明附上了其前任主人安倍晴明的靈魂。在晴明等人修學旅行時，引導晴明並奪取晴明的靈魂，揚言復活大陰陽師安倍晴明。興趣是睡覺。
青龍
守護京都東方。真身是龍，是司掌樹木的神獸，能隨心所欲地創造和操縱所有植物。人形是左眼戴著單片眼鏡的男性。額頭上長出兩根樹枝狀的角，這些角是神力的來源。總之就是個命運多舛、心理脆弱的傢伙，在輸給秦中、秋雨、狸塚之後哭泣並被玄武安慰。興趣是追星。
玄武
守護京都北方。真身是尾巴帶有兩條蛇的烏龜，是司掌水的神獸，能夠自在操控水。人型是光頭和尚的男性，耳朵和嘴巴上有大量耳環，脖子上纏著兩條從身體長出的蛇。是四神中唯一的常識人。與朱雀關係不好。興趣是卡拉OK。
朱雀
守護京都南方。真身是擁有紅色翅膀的鳥，是司掌火的神獸，能自在操控火焰。人型是擁有暗紅色長髮的男性。然而觸犯禁忌並得罪神明被逐出神國，使京都結界出現空隙。本人即鴉天狗團團長。白虎稱土到掉渣的風格。興趣是偷窺及打小鋼珠。

## 出版書籍
| 卷數 | 史克威爾艾尼克斯 | 史克威爾艾尼克斯       | 東立出版社     | 東立出版社             |
| 卷數 | 發售日期         | ISBN                   | 發售日期       | ISBN                   |
| ---- | ---------------- | ---------------------- | -------------- | ---------------------- |
| 1    | 2015年5月22日    | ISBN 978-4-7575-4661-5 | 2017年4月7日   | ISBN 978-986-482-756-5 |
| 2    | 2015年10月27日   | ISBN 978-4-7575-4787-2 | 2017年6月28日  | ISBN 978-986-482-757-2 |
| 3    | 2016年5月27日    | ISBN 978-4-7575-4999-9 | 2017年11月23日 | ISBN 978-986-482-758-9 |
| 4    | 2016年11月26日   | ISBN 978-4-7575-5172-5 | 2018年1月26日  | ISBN 978-986-482-759-6 |
| 5    | 2017年7月27日    | ISBN 978-4-7575-5428-3 | 2018年5月24日  | ISBN 978-986-486-660-1 |
| 6    | 2018年3月27日    | ISBN 978-4-7575-5681-2 | 2019年10月8日  | ISBN 978-957-26-0992-7 |
| 7    | 2018年9月27日    | ISBN 978-4-7575-5864-9 |                |                        |
| 8    | 2019年6月27日    | ISBN 978-4-7575-6142-7 |                |                        |
| 9    | 2020年1月27日    | ISBN 978-4-7575-6485-5 |                |                        |
| 10   | 2020年9月26日    | ISBN 978-4-7575-6864-8 |                |                        |
| 11   | 2021年4月27日    | ISBN 978-4-7575-7226-3 |                |                        |
| 12   | 2021年11月27日   | ISBN 978-4-7575-7600-1 |                |                        |
| 13   | 2022年6月27日    | ISBN 978-4-7575-7992-7 |                |                        |
| 14   | 2022年12月27日   | ISBN 978-4-7575-8325-2 |                |                        |
| 15   | 2023年6月27日    | ISBN 978-4-7575-8627-7 |                |                        |
| 16   | 2023年12月27日   | ISBN 978-4-7575-8979-7 |                |                        |
| 17   | 2024年9月27日    | ISBN 978-4-7575-9444-9 |                |                        |
| 18   | 2025年1月27日    | ISBN 978-4-7575-9634-4 |                |                        |
| 19   | 2025年7月26日    | ISBN 978-4-7575-9977-2 |                |                        |

## 電視動畫

### 主題曲
片頭曲
（第1部分）
演唱：Team48，作詞：，作曲、編曲：本田晃弘。
（第2部分）
演唱：Sou，作詞、作曲、編曲：Chinozo。
片尾曲
（第1部分）
演唱、作詞、作曲：Yuika，編曲：小名川高弘。
（第2部分）
演唱：REAL AKIBA BOYZ，作詞、作曲：（IOSYS）&（REAL AKIBA BOYZ），編曲：ARM（IOSYS）。

### 各話列表
| 話數   | 標題                                    | 劇本       | 分鏡       | 演出     | 作畫監督 | 總作畫監督                 | 首播日期       |
| ------ | --------------------------------------- | ---------- | ---------- | -------- | --- | -------------------------- | -------------- |
| 第1話  | 歡迎來到百鬼學園！                      | 赤尾凸     | 小野勝巳   |          | 古矢好二 阿形大輔 青野厚司 熊谷勝弘 柳瀨讓二 李文龍 孫一銘                                                                          | 濱口漠                     | 2024年 10月8日 |
| 第2話  | 賣命的體檢！？                          | 赤尾凸     | 小坂春女   | 小坂春女 | 相馬滿 熊谷勝弘 齋藤美香 青野厚司 阿形大輔 渡部桂太 伊藤真奈美                                                                      | 相馬滿                     | 10月15日       |
| 第3話  | 大混亂！神酒老師的妖怪學！！            | 赤尾凸     | 相馬滿     | 殿勝秀樹 | Lee Jaeho Jo Sohyeon Yoo Hyosang Son Seona Jeong Uyeong                                                                             | 愛媛須田子                 | 10月22日       |
| 第4話  | 妖怪TV來採訪晴明！                      | 永井千晶   | 小野勝巳   | 前園文夫 | AN YEONGYU JO SOHYEON SON SEONA MIN HYUNSUK AN HYUJEUNG                                                                             | 愛媛須田子 鄉敏治 渡部裕子 | 10月29日       |
| 第5話  | 一起去老師的老家吧                      | 赤尾凸     | 齊藤啟也   |          | Cho Sohyeon Son Seonah Jeon Byeong-jun Park Shin-jun                                                                                | 愛媛須田子 鄉敏治 渡部裕子 | 11月5日        |
| 第6話  | 妖怪學校運動會！！～開幕～              | 赤尾凸     | 山崎立士   | 西山祐樹 | 小林雅 吉岡敏幸 李文龍、孫一銘 | 柳瀨讓二                   | 11月12日       |
| 第7話  | 妖怪學校運動會！！～決戰～              | 赤尾凸     | 齊藤啟也   | 高山秀樹 | Yoo Hyosang Jo Sohyeon Jeong Uyeong 伊藤真奈美                                                                                      | 柳瀨讓二                   | 11月19日       |
| 第8話  | 雨明和桃山同學和裸體派對                | 吉田伸     | 筑紫大介   | 筑紫大介 | 青野厚司 阿形大輔 小林雅 澤井真紀 早川直美 古矢好二 瀨戸良兼                                                                        | 柳瀨讓二                   | 11月26日       |
| 第9話  | 救命啊晴明！動物妖怪綁架事件！！        | 永井千晶   | 小坂春女   |          | AN YEONGYU SON SEONA MIN HYUNSUK AN HYUJEUNG 伊藤真奈美 小林雅                                                                      | 柳瀨讓二 愛媛須田子        | 12月3日        |
| 第10話 | 恐怖的夏令營                            | 望月清一郎 | 山崎立士   | 高山秀樹 | Kim lgyeon Jo Sohyeon Park Eunyoung Song Geunsik                                                                                    | 鄉敏治                     | 12月10日       |
| 第11話 | 地獄的三方面談！                        | 赤尾凸     | 齊藤啟也   | 神谷秋   | Jeon Byeong-jun Park Shin-jun Kim lkyeon Son Seonah                                                                                 | 鄉敏治                     | 12月17日       |
| 第12話 | 東京晴明大搜尋！！                      | 吉田伸     | 高田昌豐   | 高田昌豐 | 古矢好二 澤井真紀 早川直美 瀨戶良兼 李文龍 孫一銘                                                                                   | 熊谷勝弘                   | 12月24日       |
| 第13話 | 被詛咒的古書                            | 赤尾凸     | 島崎奈奈子 | 西山祐樹 | 早川直美 小林雅 岡田敏幸 青野厚司 澤井真紀 阿形大輔 李文龍 孫一銘                                                                   | 柳瀨讓二                   | 2025年 1月7日  |
| 第14話 | 座敷同學家的民宿                        | 望月清一郎 | 齊藤啟也   | 近橋伸隆 | AN YEONGYU SEUNG MYEONGGE SON SEONA MIN HYUNSUK AN HYUJEUNG                                                                         | 愛媛須田子                 | 1月14日        |
| 第15話 | 安倍晴明與酒吞童子                      | 吉田伸     | 山崎立士   | 神谷秋   | 早川直美 李文龍 孫一銘 鄉敏治 愛媛須田子 伊藤真奈美                                                                                 | 柳瀨讓二                   | 1月21日        |
| 第16話 | 百鬼學園島大追跡                        | 永井千晶   | 小坂春女   | 宮田亮   | 李敏智 黃秀嬪 廣瀨督 宋俊曄 李睿潾                                                                                                  | 尹秀斌                     | 1月28日        |
| 第17話 | 夏天！大海！咦？已經8月31日了…          | 赤尾凸     | 石山明     | 近藤伸隆 | 早川直美 阿形大輔 吉岡敏幸 | 鄉敏治 吉矢好二            | 2月4日         |
| 第18話 | 臨時教師惠比壽老師                      | 望月清一郎 | 齊藤啟也   | 高山秀樹 | Park Shin-jun Choi Jeong-hwa Han Mi-ok Park Joo-hyun Beak yeon-ju Cho Hyeonji Kim Ikyeon Park Eunyeong 伊藤真奈美 中尾香奈美 小林雅 | 愛媛須田子                 | 2月11日        |
| 第19話 | 歡迎搭乘妖怪電車                        | 吉田伸     | 齊藤啟也   | 宮田良   | Kim Kiyeop An Hyojeong Yun Seongyu An Yeongyu Park Shinjun Choi Jeonghwa Han Miok Beak Yeonju 本館耐                                | 柳瀨讓二                   | 2月19日        |
| 第20話 | 夜行文化祭                              | 吉田伸     | 森健       | 神谷     | SEUNG MYEONGGE SON SEONA MIN HYUNSUK AN HYUJEUNG 小林雅 伊藤真奈美                                                                  | 愛媛須田子                 | 2月25日        |
| 第21話 | 暗地夜行文化祭                          | 永井千晶   | 島崎奈奈子 | 椎名優斗 | 早川直美 澤井真紀 瀨戶良兼 齋藤美香 吉岡敏幸 伊藤真奈美 小林雅 孫振亮 毛縞斑 李文龍 孫一銘                                          | 鄉敏治                     | 3月4日         |
| 第22話 | 再見了連連                              | 望月清一郎 | 小坂春女   | 小坂春女 | 澤井真紀 阿形大輔 瀨戶良兼 齋藤美香 吉岡敏幸 古矢好二 玉谷朋香 李文龍 孫一銘 小林雅 伊藤真奈美                                      | 柳瀨讓二                   | 3月11日        |
| 第23話 | 餓者骷髏歌川國子                        | 赤尾凸     | 齊藤啓也   | 高山秀樹 | SEUNG MYEONGGE SON SEONA AN YOUNGYU YUN SEONGYU 小林雅 伊藤真奈美                                                                   | DI media                   | 3月18日        |
| 第24話 | 持續的緣分 身為妖怪學校的老師繼續加油！ | 赤尾凸     | 小野勝己   | 宮田亮   | 愛媛須田子 澤井真紀 伊藤真奈美 吉岡敏幸 渡部裕子 小林雅 古矢好二 早川直美 野口莉英子 李文龍 孫一銘                                  | 鄉敏治 柳瀨讓二 伊藤真理子 | 3月25日        |

### BD
| 卷數 | 發售日期      | 收錄話數        | 規格編號   | 規格編號  |
| 卷數 | 發售日期      | 收錄話數        | 初回限定版 | 通常版    |
| ---- | ------------- | --------------- | ---------- | --------- |
| 1    | 2025年1月29日 | 第1話 - 第4話   | FFXA-0011  | FFXA-0012 |
| 2    | 2025年2月26日 | 第5話 - 第8話   | FFXA-0013  | FFXA-0014 |
| 3    | 2025年3月26日 | 第9話 - 第12話  | FFXA-0015  | FFXA-0016 |
| 4    | 2025年4月23日 | 第13話 - 第16話 | FFXA-0017  | FFXA-0018 |
| 5    | 2025年5月28日 | 第17話 - 第20話 | FFXA-0019  | FFXA-0020 |
| 6    | 2025年6月25日 | 第21話 - 第24話 | FFXA-0021  | FFXA-0022 |

## 外部連結
漫畫
- 妖怪學校的菜鳥老師 - 月刊Gファンタジー官方網站（页面存档备份，存于）（日語）

動畫
- 電視動畫「妖怪學校的菜鳥老師！」官方網站